# Mark Durkan
Mark Durkan (Derry, 26 giugno 1960) è un ex politico britannico, nazionalista irlandese.
Durkan è stato vice primo ministro dell'Irlanda del Nord dal 2001 al 2002 e leader del Partito Social Democratico e Laburista dal 2001 al 2010. Ha corso per il collegio elettorale di Dublino per il Fine Gael alle elezioni europee del 2019.

## Biografia
Ha studiato al St Columb's College e poi alla Queen's University Belfast e al Magee College come parte dell'Università dell'Ulster. Negli anni 1982-1984 è stato vicepresidente dell'organizzazione studentesca irlandese Union of Students in Irlanda. Ha militato e guidato il Partito Social Democratico e Laburista. Dal 1984 al 1998 è stato assistente del suo leader di lunga data John Hume. Nel 1998 è stato eletto deputato all'Assemblea dell'Irlanda del Nord, nella quale è rimasto fino al 2010.
Dal novembre 2001 all'ottobre 2002 è stato Vice primo ministro nell'esecutivo dell'Irlanda del Nord. Sempre nel novembre 2001 è diventato il nuovo leader dei socialdemocratici nordirlandesi. Ha guidato questo gruppo fino a febbraio 2010, quando Margaret Ritchie lo ha sostituito in questa funzione.
Nel 2005, Mark Durkan è stato eletto alla Camera dei comuni nel collegio di Foyle. È stato parlamentare britannico per tre mandati fino alla sua sconfitta elettorale nel 2017. Nel 2019, si è unito al partito irlandese Fine Gael per candidarsi alle elezioni europee.